# ۱۱۱۷ (میلادی)
۱۱۱۷ (میلادی) هزارو صد و هفدهمین سال تقویم میلادی است.

## درگذشتگان
‎